# Lambert Pfeiffer
Lambert Pfeiffer (* 15. Oktober 1935 in München Gladbach, heute Mönchengladbach; † 27. Januar 1996 ebenda) war ein deutscher Fußballspieler. Er spielte auf der Position eines Verteidigers.

## Laufbahn
Pfeiffer begann seine Karriere 1955 bei Borussia Mönchengladbach. Bis 1963 bestritt er 111 Spiele für die Gladbacher in der damals erstklassigen Oberliga West, in denen er zwei Tore erzielte. Er debütierte am Starttag der Saison 1955/56, am 27. August 1955, in der Oberliga. Er glich als Mittelstürmer in der 36. Minute die Führung des Gastgebers Duisburger SpV aus. In seiner zweiten Oberligasaison, 1956/57, stieg er mit Gladbach ab, er hatte 17 Spiele bestritten. Bei der Erringung der Vizemeisterschaft in der 2. Liga West in der Runde 1957/58, war Pfeiffer in 29 Spielen aktiv und erzielte ein Tor. Torschützenkönig wurde Albert Brülls mit 23 Treffern. In der Saison 1960/61 erlebte der zwischenzeitliche Stammspieler auf der rechten Verteidigerposition mit dem sechsten Platz in der Oberliga und dem Erfolg im DFB-Pokal 1960 in der Hinrunde 1960/61 sein erfolgreichstes Jahr. Am 6. August 1960 setzte sich BMG mit einem 4:3-Erfolg im Halbfinale des Westdeutschen Pokals gegen Borussia Dortmund durch. Der rechte Verteidiger bekämpfte dabei den Dortmunder Linksaußen Hans Cieslarczyk. Er bildete mit Heinz de Lange das Verteidigerpaar. Als Mönchengladbach am 24. August das Westdeutsche Finale mit einem 3:1-Sieg gegen den 1. FC Köln gewann, verteidigte er wiederum mit de Lange. Im Halbfinale des DFB-Pokals, am 7. September, beim amtierenden Deutschen Meister des Jahres 1960, dem Hamburger SV, hielt er beim 2:0-Erfolg deren internationalen Linksaußen Gert Dörfel in Schach. Am 5. Oktober 1960 bildeten wie gewohnt Pfeiffer und de Lange das Gladbacher Verteidigerpaar im Finalspiel des DFB-Pokal gegen den Karlsruher SC. Pfeiffer schaltete beim KSC deren Linksaußen Reinhold Nedoschil aus. Die Elf vom Niederrhein gewann das Endspiel mit 3:2 Toren und war damit für den erstmals ausgetragenen Europapokal der Pokalsieger qualifiziert. Lambert Pfeiffer kam in den beiden Viertelfinalspielen im November 1960 gegen den späteren Finalisten Glasgow Rangers (0:3, 0:8) zum Einsatz. Sein letztes Oberligaspiel bestritt er am 24. März 1963 bei der 0:4-Niederlage gegen Schwarz-Weiß Essen.

## Erfolge
- 1 × DFB-Pokalsieger: 1960
- 1 × Westdeutscher Pokalsieger: 1960